# 松山港
松山港（まつやまこう）は、愛媛県松山市にある港湾。港湾管理者は愛媛県。港湾法上の重要港湾、港則法上の特定港に指定されている。万葉集に歌われた「熟田津」（にぎたつ）は松山港のうちの古三津に当たるとも考えられており、古くから瀬戸内海交通の重要拠点とされてきた。松山観光港、高浜港、三津浜港、堀江港、松山外港、今出港を含む。それぞれの港についても当項で記載する。
現代においても長距離フェリーや国際コンテナ船などが多く寄港する主要港として発展を続けている。

## 沿革
出典

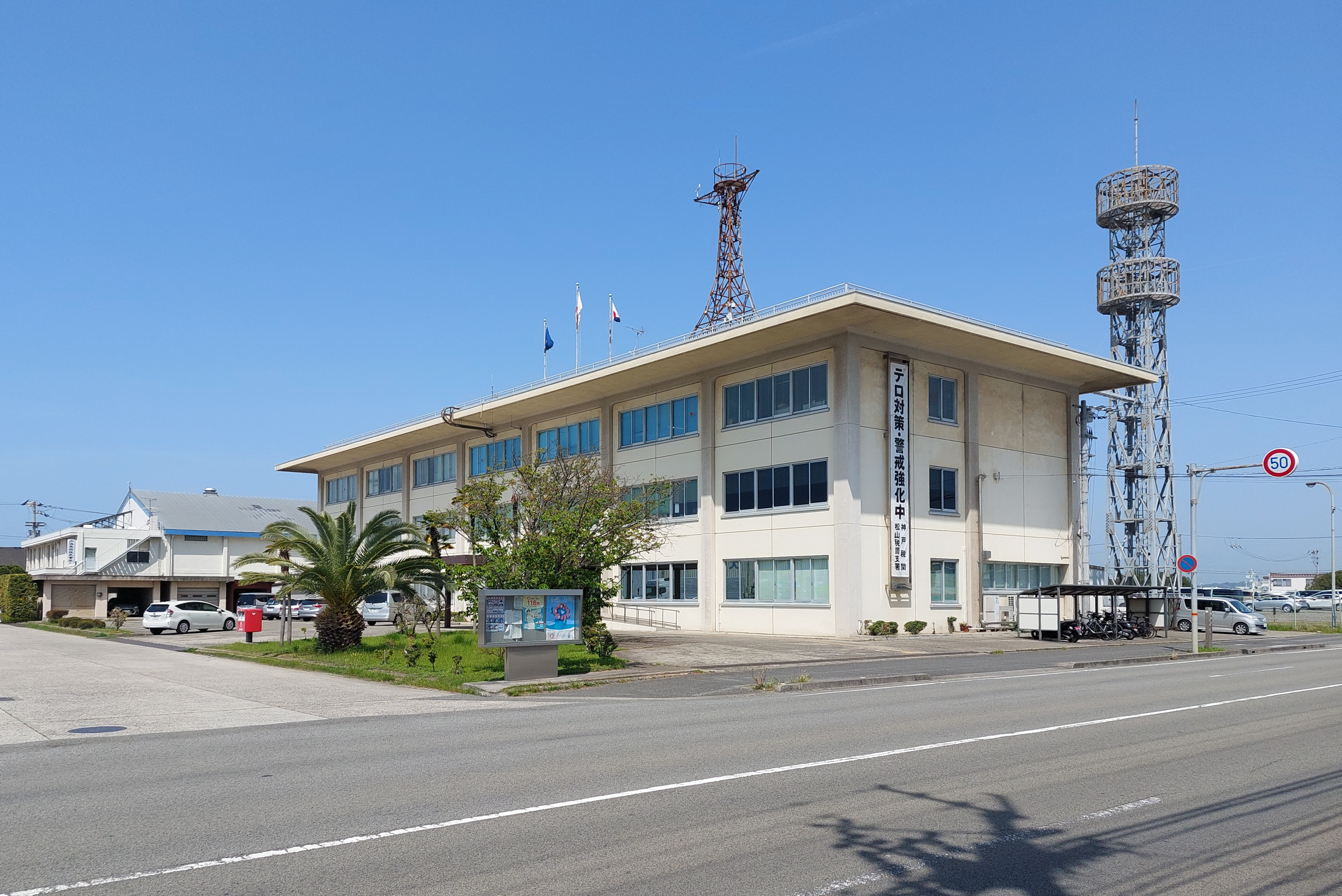
松山港湾合同庁舎（海岸通）

- 1951年（昭和26年）1月19日 港湾法による重要港湾に指定
- 1954年（昭和29年）7月1日 関税法による開港に指定
- 1963年（昭和38年）8月1日 港則法による特定港に指定

## 港湾区域
松山市堀江町花見川河口左岸護岸突端（北緯33度54分2秒、東経132度44分30秒）から大ノ頭島（島頂）を経て興居島神崎鼻先端まで引いた線、同市西垣生町重信川河口右岸堤防基部（北緯33度48分12秒、東経132度41分34秒）から270度800メートルの点を経て興居島黒崎鼻の先端まで引いた線及び陸岸により囲まれた海面のことをいう。ただし、高浜漁港及び泊漁港を除く。この中に堀江港、松山観光港、高浜港、三津浜港、松山外港、今出港がある。

## 主な施設

### 松山観光港
松山観光港（まつやまかんこうこう）は、カーフェリーをはじめとした船舶の大型化に伴って高浜港（後述）が手狭になったために、1967年（昭和42年）、高浜港の北に新たに設けられたもので、通称は観光港。当初は高浜新港と呼ばれた。現在の旅客ターミナルの建物は2000年（平成12年）10月7日にオープンした二代目である。現在のターミナル建て替えにあたっては地方自治体（愛媛県・松山市）、地元交通企業および建て替え時点の就航会社（伊予鉄道・石崎汽船・瀬戸内海汽船・関西汽船・ダイヤモンドフェリー）および金融機関（伊予銀行・愛媛銀行・愛媛県信用農業協同組合連合会）が出資 した第三セクターの松山観光港ターミナル株式会社が1998年に設立され、建て替え工事完成後は同ターミナルの管理・運営を行っている。
伊予鉄道高浜線高浜駅より連絡バス約2分または徒歩約10分。松山市内直行の松山観光港リムジンバスもあるが、2024年3月現在、後述の通り一部を除いて運休中である。
イメージキャラクターとしてJINCO作の「まつやまかんこっこ」が採用されている。
- 石崎汽船・瀬戸内海汽船（共同運航）
  - スーパージェット・クルーズフェリー（呉港経由広島港（宇品）行き）
- 中島汽船
  - 東線旅客フェリー航路（睦月港（睦月島）、野忽那港（野忽那島）経由大浦港（中島）行き[注釈 1]）

#### 廃止航路
- 松山・小倉フェリー
  - 松山 - 小倉航路（小倉港行き）

1973年運航開始、2025年（令和7年）7月1日廃止。

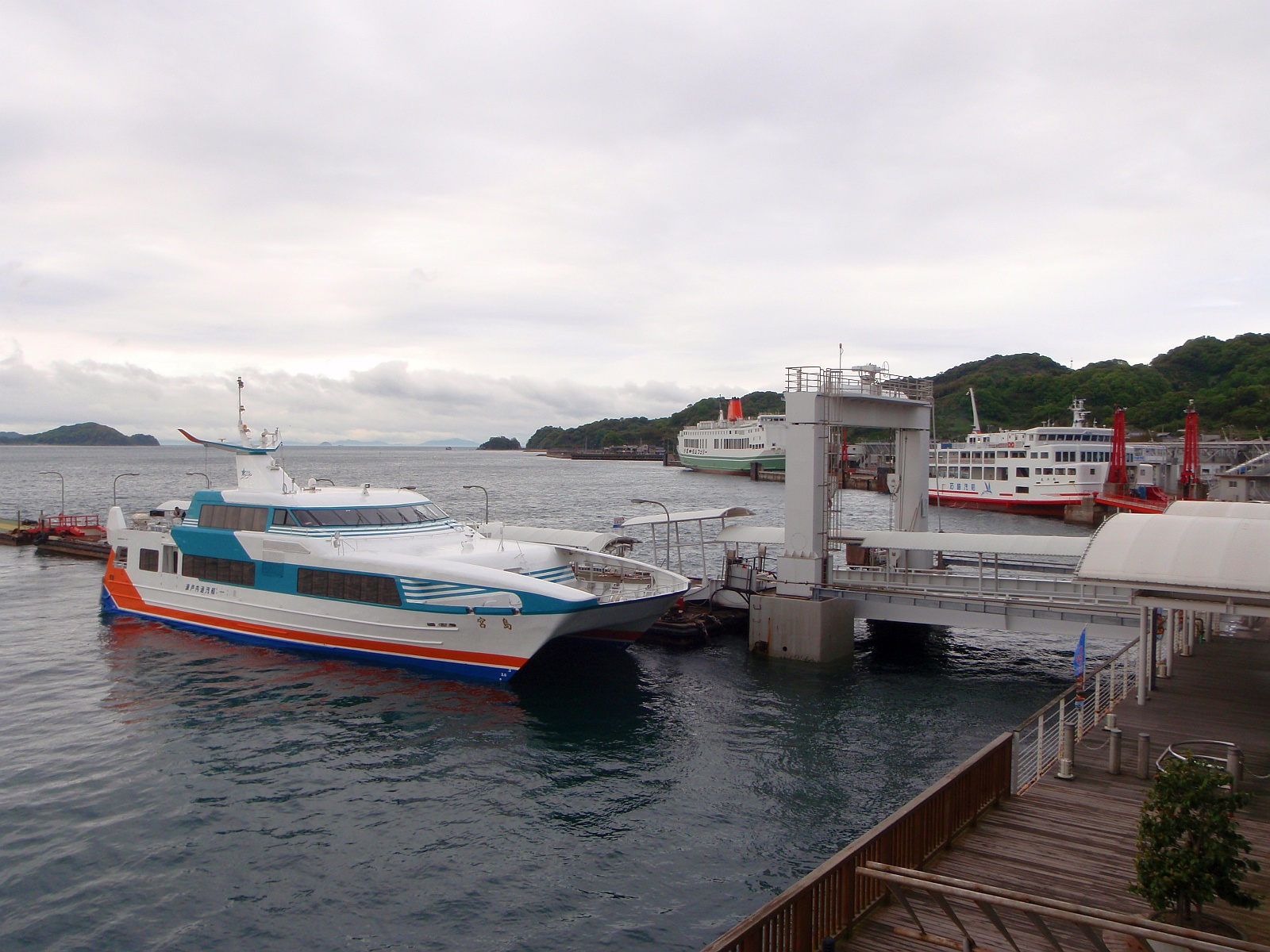
ターミナルビルから見た岸壁。各航路の船舶が停泊している。
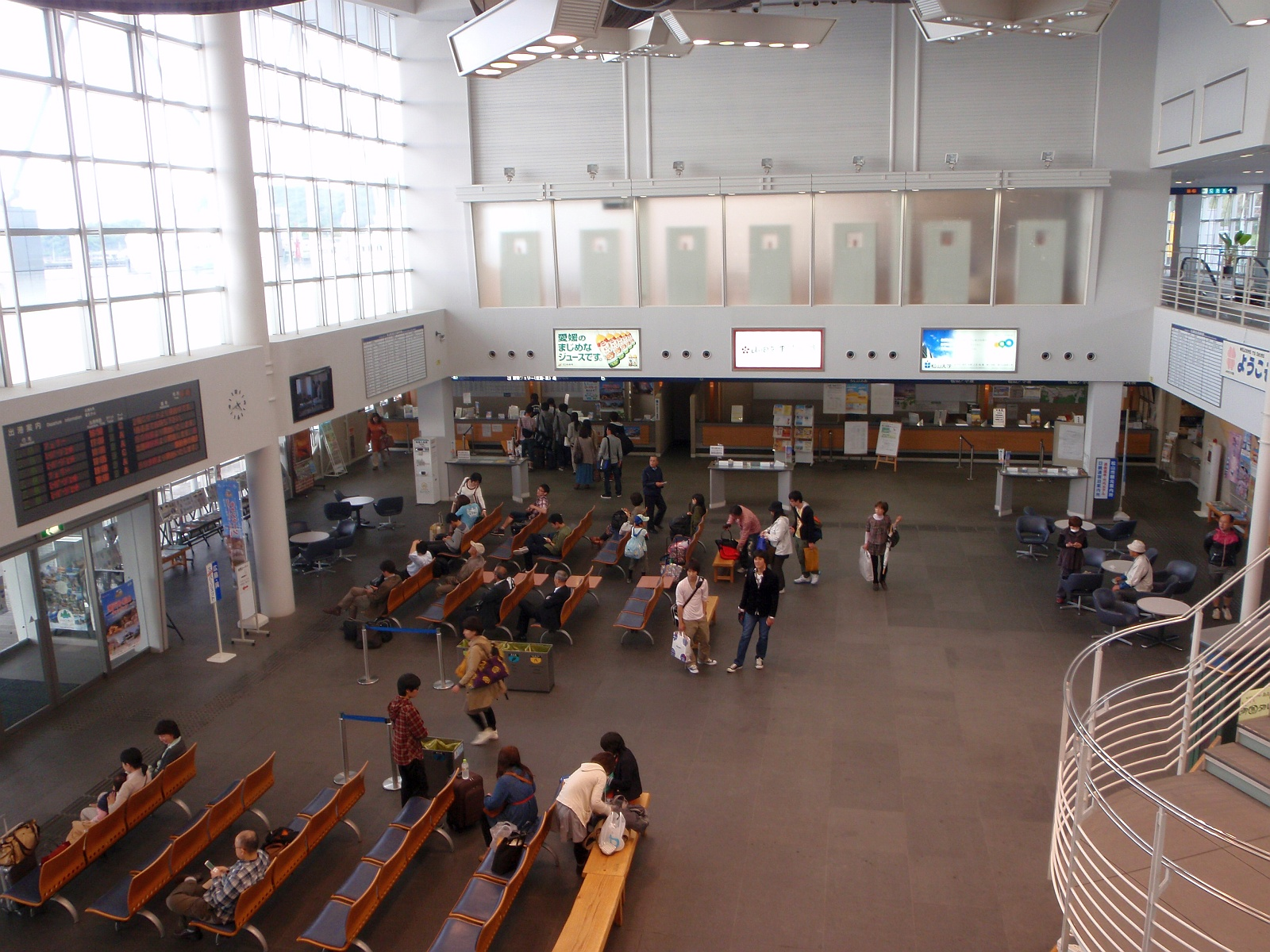
ターミナルビル内部（船客待合所）

### 高浜港

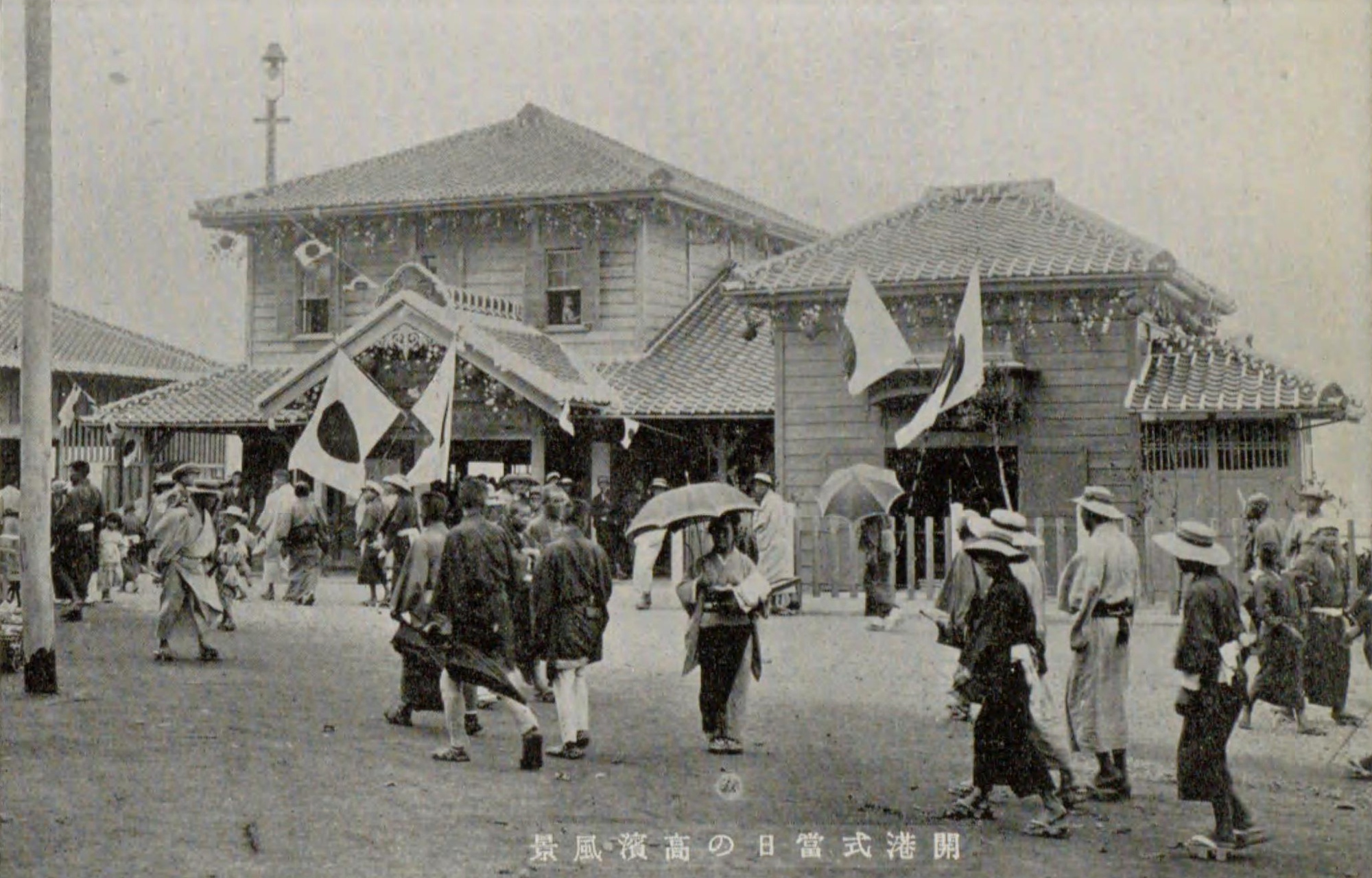
開港式当日の高浜風景（1906年9月12日）

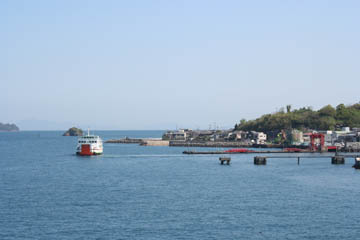
港湾の様子（中島汽船のフェリーが出港中）

高浜港（たかはまこう）は、明治20年代に開かれた港である。
もともと松山港は、三津浜地区が藩政期からの港であったが、高浜が興居島を前面にした天然の良港であることから、1892年（明治25年）に伊予鉄道が高浜へ鉄道を伸ばした。ところが満足な港湾設備がなかったことから、さしたる利用はなく、1902年（明治35年）に宇品航路が開設された際も、三津浜港（後述）を寄港地としていた。伊予鉄道では同航路を誘致しようと高浜港に桟橋を建設し、同航路の寄港地を高浜へ変更させることに成功したが、もともと高浜への鉄道延伸自体を快く思っていなかった三津浜町（松山市への合併前）の反発を買った。
その後、1906年（明治39年）に兵員輸送の必要性から軍の要請によって待合所・倉庫等の港湾施設が整備されるなど、高浜港の充実に古くからの港町であった三津浜町は激しく反発。当時の伊予鉄道社長・井上要は進歩党の代議士でもあったことから、政友会と進歩党との政界を巻き込んだ激しい争いとなり、三津浜派は1907年（明治40年）に伊予鉄道に対抗する形で松山電気軌道という新しい鉄道会社を設立。1911年（明治44年）の開業後、激しい客引き合戦を行った。松山電気軌道は運営に苦しみ、鉄道院の勧告もあって1921年（大正10年）に伊予鉄道が吸収合併している。
その後、瀬戸内海においてカーフェリーが普及してきたが、高浜港は中型以上のカーフェリーに対応できにくい桟橋の構造であり、柳井港との航路を有する三津浜港とは機能をすみわける形で共存してきた。さらに手狭になったこともあって、関西、九州、広島方面などほとんどの航路は北の松山観光港へ移り、現在、高浜港を利用するのは忽那諸島や興居島への旅客船・カーフェリーのみとなっている。
伊予鉄道高浜線の高浜駅が、道を隔てたすぐ近くにある。フェリー乗降口の隣に駐車場（有料）があり、切符売り場兼待合所の建物も隣接している。
- 中島汽船（中島方面） [注釈 2]
- ごごしま（興居島方面）

### 三津浜港

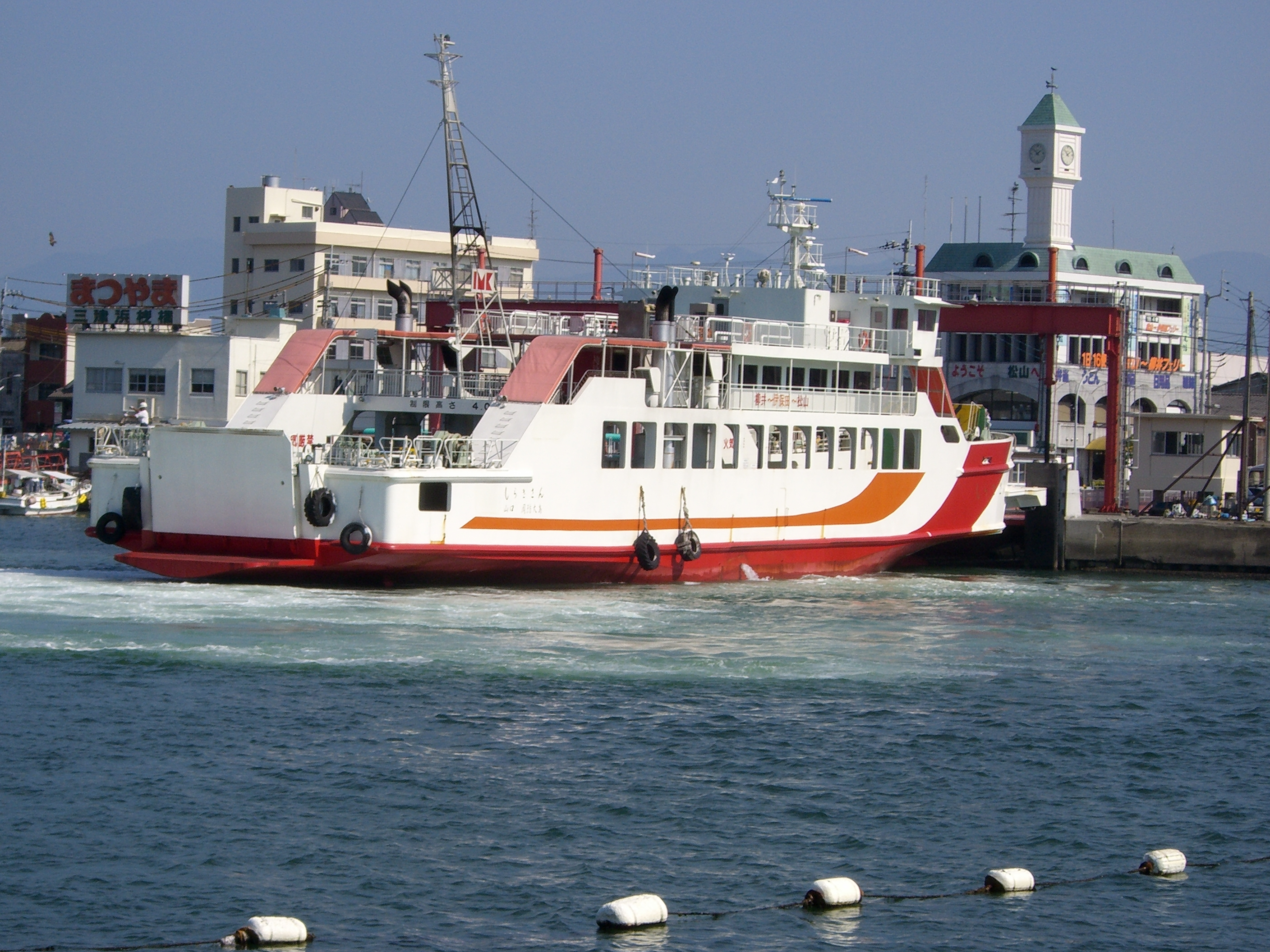
三津浜港フェリーターミナル

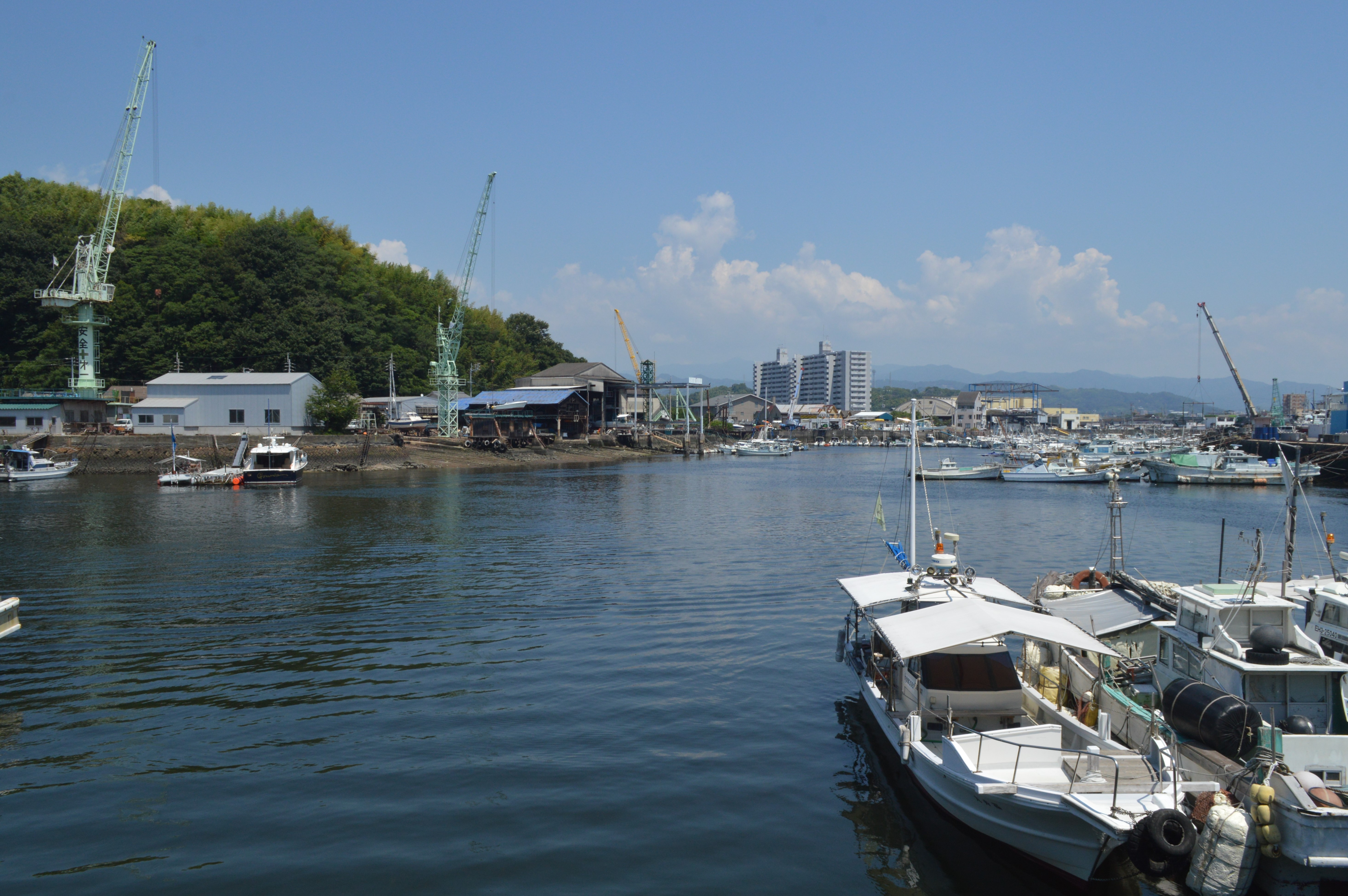
古くから拓けた三津浜の内港

三津浜港（みつはまこう）は伊予鉄道高浜線三津駅より約1km、四国旅客鉄道（JR四国）予讃線三津浜駅より約2km。
室町時代に対岸に城を築いて（港山城）水軍の拠点とした河野氏の頃まで遡り、松山港のなかでは最も古くから開かれた地区である。夏目漱石が松山に赴任する際に降り立ったのはこの港であり、小説『坊つちやん』の舞台ともなっている。もちろん当時は港の設備といっても東屋風の待合所があるのみで満足な船着き場もなく、沖合いに停泊した船に岸から小船で乗り移っていた。
今日では柳井港へのカーフェリーのほか、中島方面へのカーフェリーの発着する港となっている。
港の中は入り組んでおり、奥部には小型船が多数停泊している。また、北岸に小型の造船所がある。
三津浜港の売店は70年以上にわたって三津浜校区母子会が運営していたが2024年（令和6年）2月に閉店した。その後、同年4月に地元企業「D.I.G」が事業を継承して売店を再開した。
- 防予フェリー（旧：防予汽船）、周防大島松山フェリー（旧：岩国松山高速）（共同運航）
- 中島汽船（中島方面）

### 堀江港

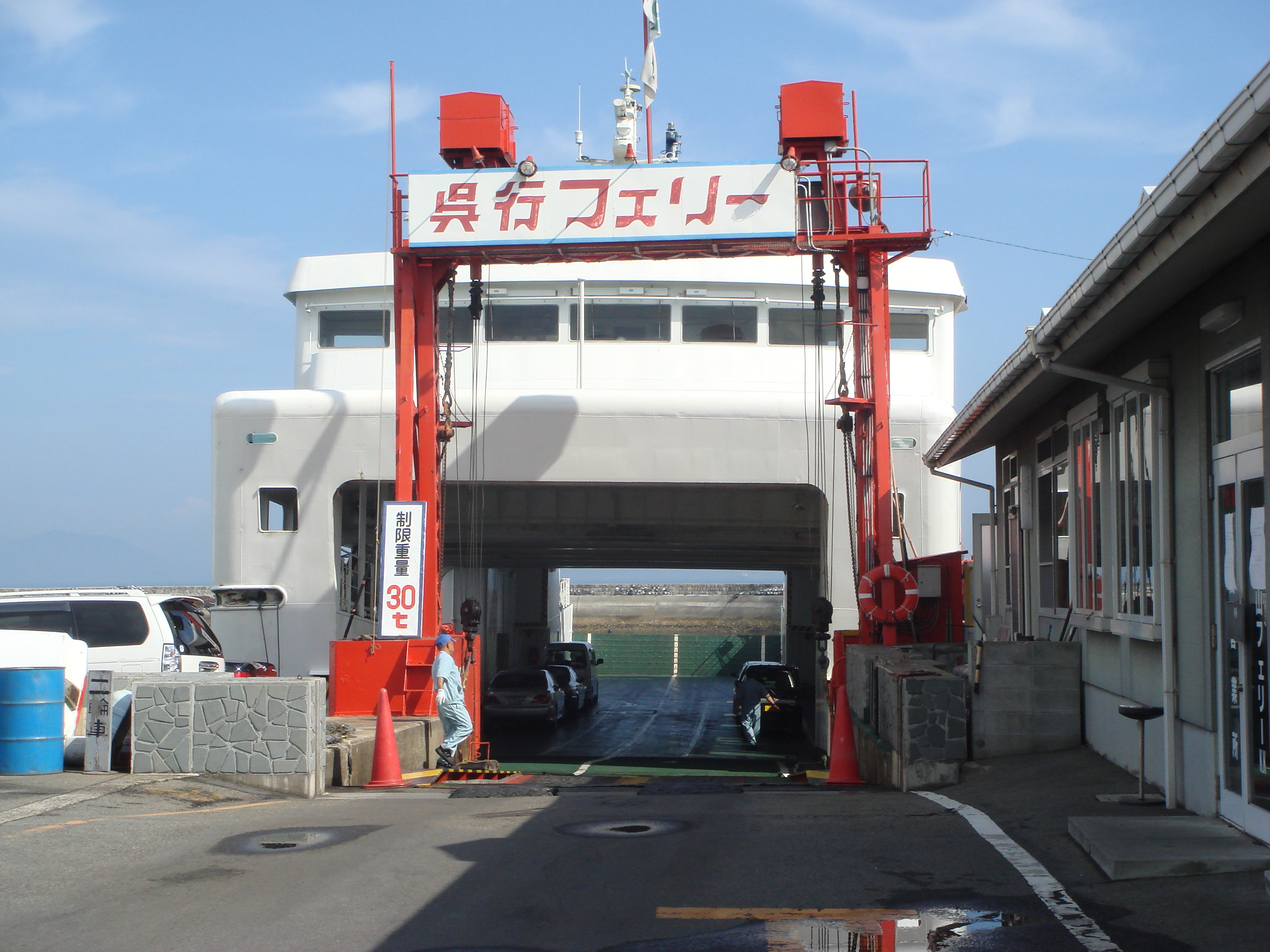
堀江港。現在、桟橋や待合室は撤去されている

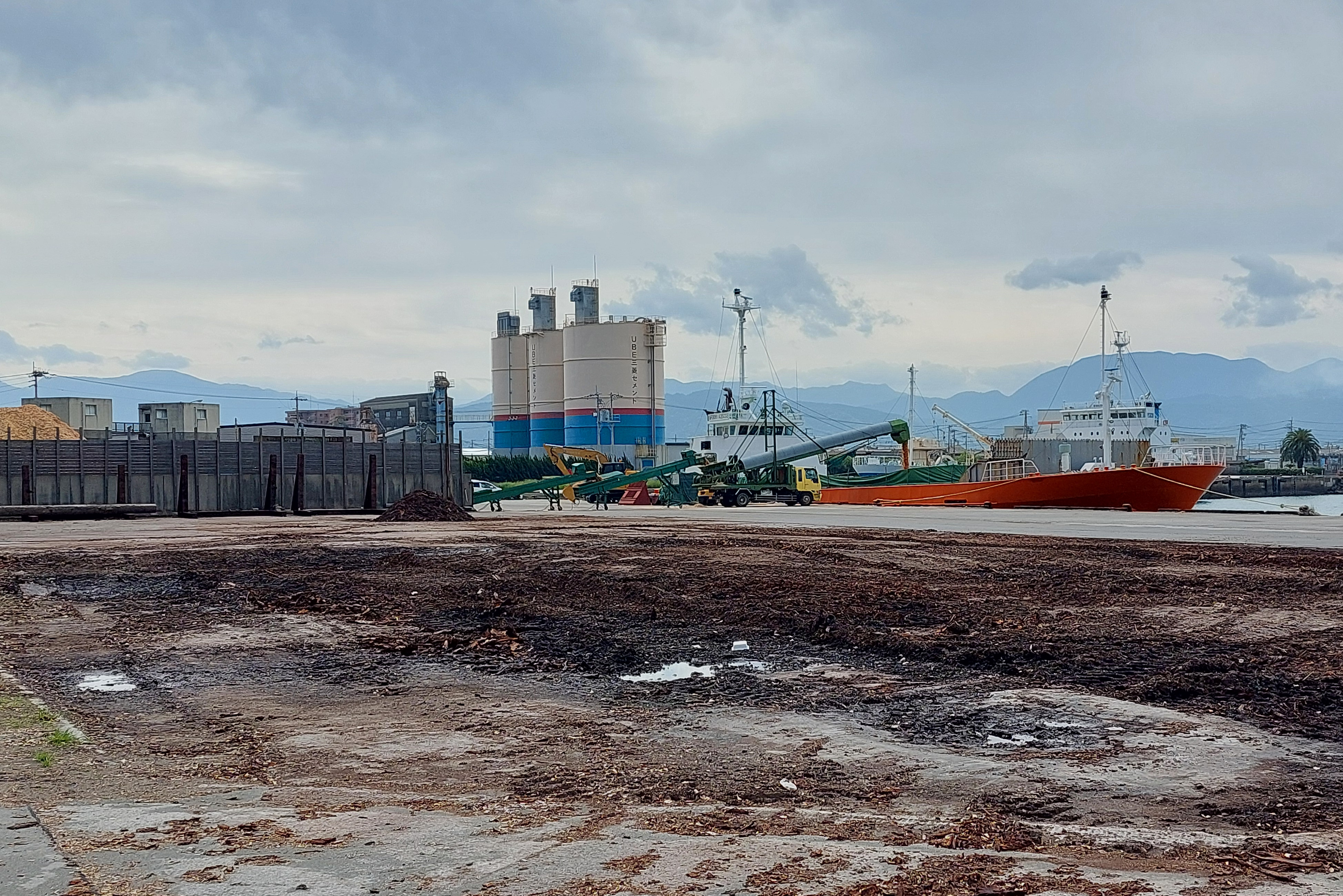
今出港

堀江港（ほりえこう）は四国旅客鉄道（JR四国）予讃線堀江駅から徒歩5分。
国鉄駅から至近なこともあり、かつて「仁堀航路」と呼ばれる国鉄連絡船が仁方港（最寄り駅は仁方駅）との間を結んでいた。それ以降は呉・松山フェリー（1964年（昭和39年）就航開始）の航路のみが阿賀港との間に運航されていたが、2009年（平成21年）6月30日をもって廃止となった。廃止直前の運航は1日9往復であった。
航路廃止後、休憩施設や係留設備が整備されて海の駅「うみてらす」が2013年にオープンし「堀江海の駅うみてらす」バス停として30分に1本伊予鉄バスが停車する。

### 松山外港
松山外港（まつやまがいこう）は商業港としての性格を有する。最西部の埋立地には外貿コンテナふ頭(岸壁 - 水深：-13m、延長：260mと岸壁 - 水深：-10m)があり、国際定期コンテナ航路が寄航している。
- 釜山航路 - 週5便（興亜海運、高麗海運（共同配船） - 週2便、東南亜海運 - 週2便、南星海運 - 週1便）
- マニラ航路 - 週1便（東京船舶、愛媛オーシャンライン（共同配船） - 週1便）
- 台湾航路 - 週1便（東京船舶、愛媛オーシャンライン（共同配船） - 週1便）
- 上海航路 - 週1便（SITC - 週1便）
- 香港航路 - 週1便（OOCL - 週1便）
- 神戸航路 - 週3便（井本商運（内航フィーダー） - 週3便）

上記のほかに一般貨物航路（国内線）がある。

### 今出港
今出港（いまずこう）は松山港の最も南に位置しており、重信川河口に接している。木材団地があることから木材船の入港が多い。

## 旅客各港への交通
松山観光港
- 伊予鉄バス松山観光港バス停下車。
  - リムジンバスは松山観光港発（松山・小倉フェリー、及び広島からのフェリー・スーパージェット最終便接続便）以外は運休。電車連絡バスが高浜駅より15分ごとに発着している。JR松山駅からは大手町駅まで徒歩移動の上、同駅から高浜駅に向かうように案内している[8]。

高浜港
- 伊予鉄道高浜線高浜駅下車すぐ。
  - 横河原駅・松山市駅方面から15分ごとに発着するほか、電車連絡バスが松山観光港より15分ごとに発着している。

三津浜港
- 伊予鉄バス三津港線三津港バス停下車すぐ。
  - 松山市駅より日中30分ごとに発着している。
- 伊予鉄道高浜線三津駅より徒歩15分。
  - 横河原駅・松山市駅方面および高浜方面より日中15分ごとに発着している。
- 四国旅客鉄道（JR四国）予讃線三津浜駅より徒歩30分。
  - 松山駅より普通列車のみ毎時1〜2本程が発着している。